# Михальчук, Илья Филиппович
Илья́ Фили́ппович Михальчу́к (род. 2 января 1957, Куйбышев, СССР) — бывший российский политик и государственный деятель, руководитель «Восточно-Сибирской строительной компании», представляющей интересы Группы компаний «СУ-155» в Сибири, и заместитель генерального директора головной компании Группы. Губернатор Архангельской области (2008—2012). Мэр Якутска (1998—2007). Действующий член партии «Единая Россия».

## Биография
Илья Михальчук родился 2 января 1957 года в Куйбышеве. В 1977 году окончил Рижское авиационно-техническое училище. После училища уехал в Восточную Сибирь: в том же году устроился на работу техником Батагайского авиапредприятия в посёлке Батагай (Якутская АССР), в 1977—1978 годах был освобождённым секретарём комсомольской организации Батагайского авиапредприятия ЯАССР. В 1978—1981 годах был вторым, потом первым секретарём Верхоянского районного комитета ВЛКСМ ЯАССР.
В 1982 году окончил Магаданский филиал Всесоюзного юридического заочного института по специальности «юрист-правовед». Параллельно продолжил комсомольскую карьеру — стал заведующим отделом пропаганды и агитации Якутского республиканского комитета ВЛКСМ.
С 1986 по 1998 год — директор партийного издательства, позже — НИПК «Сахаполиграфиздат», с 1993 года также директор Департамента по печати при республиканском правительстве.
С 1998 года по сентябрь 2007 года — избранный глава администрации города Якутска. Покинул свою должность после коррупционного скандала, уголовное преследование своих подчинённых назвал политическим заказом, направленным против него. По другой версии покинул Якутск под давлением политических оппонентов, опасавшихся ставки Администрации Президента РФ на него в качестве потенциального кандидата на пост главы Республики Саха (Якутия).
С 2002 по 2007 год занимал должность секретаря политсовета Якутского регионального отделения партии «Единая Россия».
С конца 2007 года по март 2008 года — работал заместителем генерального директора компании «Газпромипотека».
9 марта 2008 года Илья Михальчук был представлен президентом России В. Путиным на рассмотрение Архангельского областного Собрания депутатов для наделения его полномочиями главы администрации Архангельской области. 19 марта 2008 года Илья Михальчук был наделён полномочиями главы администрации Архангельской области.
С 1 декабря 2008 по 25 мая 2009 — член президиума Государственного совета Российской Федерации.
В октябре 2011 года во время совещания по проблемам ЖКХ президент РФ Дмитрий Медведев раскритиковал Михальчука в связи с многочисленными скандалами в жилищно-коммунальном комплексе после доклада полномочного представителя в СЗФО Николая Винниченко о катастрофических проблемах в ЖКХ Архангельской области. Губернатор тогда написал заявление об отставке, но оно не было принято.
13 января 2012 года Илья Михальчук ушёл с поста губернатора Архангельской области по собственному желанию. По одной версии, он написал заявление по собственному желанию в связи с ухудшением здоровья. По другой версии, увольнение вызвано недовольством президента Дмитрия Медведева работой губернатора.
В 2013 году стал заместителем генерального директора головной компании Группы «СУ-155» и одновременно с этим возглавил «Восточно-Сибирскую строительную компанию», представляющую интересы Группы компаний «СУ-155» в Сибири. «Восточно-Сибирская строительная компания» строит жильё в Омске (микрорайон «Академический»), имеет планы по строительству жилья в Новосибирске и Красноярске, а также объявляла о поисках площадки для строительства собственного завода железо-бетонных изделий в Искитиме Новосибирской области.
Депутат Государственной Думы РФ от Архангельской области Андрей Палкин на пресс-конференции в Архангельске 27 февраля 2017 года обвинил Илью Михальчука в требовании откатов при финансировании программы строительства социального жилья:
«мы решали и важные социальные проблемы: первые начинали строительство социального жилья, и не наша беда, что нам не повезло с Михальчуком, который зарубил на корню эту программу.
Он меня пригласил, сказал, что, если я готов освоить миллиард, мы запланируем на Котлас миллиард. Конечно я был согласен.
Но он продолжил: с каждого квадратного метра будешь платить мне 500. Я на это не согласился. И программа расселения ветхого жилья в Котласе в 2012 году была прекращена.
И результат: программа буксует.».
В 2018 году был избран президентом Национального Союза Чесноководов.

## Курьёзы
В 2011 году в мэры Якутска планировал идти временный полный тёзка и однофамилец Илья Филиппович Михальчук, защитник природы, лидер движения «Посади своё дерево» и архангельский фрик, более известный как Древарх-Просветлённый.

## Семья
Женат, два сына.
Жена, Михальчук Жанетта Арнольдовна, в 2007 году оказалась в центре крупного скандала: она получила в банке кредит на покупку квартиры, а погашал его Единый расчетно-кассовый центр Якутска. После того, как история стала достоянием гласности, Жанетта Михальчук погасила кредит самостоятельно; уголовной ответственности избежала.
Сын, Михальчук Александр Ильич (род. 1980), учился в Швейцарии (10-11 классы частной школы) и США (Бостонский университет), работал в компании «Юкос». Позднее получил второе высшее образование в Академии труда и социальных отношений. В 2005 году женился на дочери казахстанского нефтяника. В 2011 году пытался принять участие в выборах мэра г. Якутска, но не прошёл регистрацию кандидатом. С 2013 года владелец 9,943 % акций и Председатель Совета директоров ОАО «Объединённый кредитный банк» (бывший банк «Окский»).
Сын, Михальчук Дмитрий Ильич (род. 1986), как и старший брат, учился в Швейцарии и США.

## Награды
- Орден Почёта (2008 год, Южная Осетия)[35];
- Орден Дружбы (Южная Осетия)[36];
- Медаль «За заслуги в проведении Всероссийской переписи населения»;
- Заслуженный работник народного хозяйства Республики Саха (Якутия, 1996)[4];
- Почётная грамота президента республики Саха (Якутия);
- Лауреат премии имени Петра Великого (2002).